# لافترية بيضاء
لافترية بيضاء (الاسم العلمي:Lavatera alba) هي نوع غير مؤكد من النباتات يتبع جنس اللافترية من الفصيلة الخبازية.